# كودزاي سيفينزو
كودزاي سيفينزو (بالإنجليزية: Kudzai Sevenzo)‏ هي مُمثلة ومُغنية زيمبابوية. في سنة 2012، رُشحت المُمثلة لنيل جائزة الأكاديمية الأفريقية للأفلام لأفضل ممثلة في دور رئيسي عن دورها في فيلم (بالإنجليزية: Playing Warriors )‏ في حفل توزيع جوائز الأكاديمية الأفريقية للأفلام الثامن، لكنها لم تفُز بالجائزة.